# سیارک ۱۴۰۰۴
سیارک ۱۴۰۰۴ (به انگلیسی: 14004 Chikama، نامگذاری:1993SK2)۱۴۰۰۴مین سیارک کشف شده‌است که در ۱۹ سپتامبر ۱۹۹۳ کشف شد.